# Argentré-du-Plessis
Argentré-du-Plessis (bretonisch: Argantred-ar-Genkiz) ist eine französische Gemeinde mit 4591 Einwohnern (Stand: 1. Januar 2022) im Département Ille-et-Vilaine in der Region Bretagne. Sie gehört zum Arrondissement Fougères-Vitré und zum Kanton La Guerche-de-Bretagne. Die Einwohner werden Argentréens genannt.

## Geographie
Umgeben wird Argentré-du-Plessis von den Nachbargemeinden Erbrée im Norden, Mondevert im Nordosten, Le Pertre im Osten, Brielles im Südosten, Gennes-sur-Seiche und Saint-Germain-du-Pinel im Süden, Domalain im Südwesten sowie Étrelles im Westen und Nordwesten.
Durch die Gemeinde führt die Route nationale 157.
Im Gemeindegebiet befindet sich eine kleine Seenlandschaft. Die Seen Étang de la Verrerie, Étang du Moulin-Neuf und Étang du Moulin aux Moines sind die bedeutendsten. Durch die Gemeinde fließt der kleine Fluss Hill, der auch die Seen entwässert.

## Geschichte
Die Gegend wurde von der Familie von Plessis beherrscht, deren Schloss um das 15. Jahrhundert entstand.
1795 kam es hier zur Schlacht von Argentré zwischen den Republikanern und den königstreuen Katholiken der Bretagne (den sog. Chouans), bei der die Chouans siegreich blieben.

## Bevölkerungsentwicklung
| Jahr      | 1962 | 1968 | 1975 | 1982 | 1990 | 1999 | 2006 | 2017 |
| Einwohner | 2265 | 2422 | 2765 | 3045 | 3329 | 3614 | 4021 | 4396 |

## Sehenswürdigkeiten

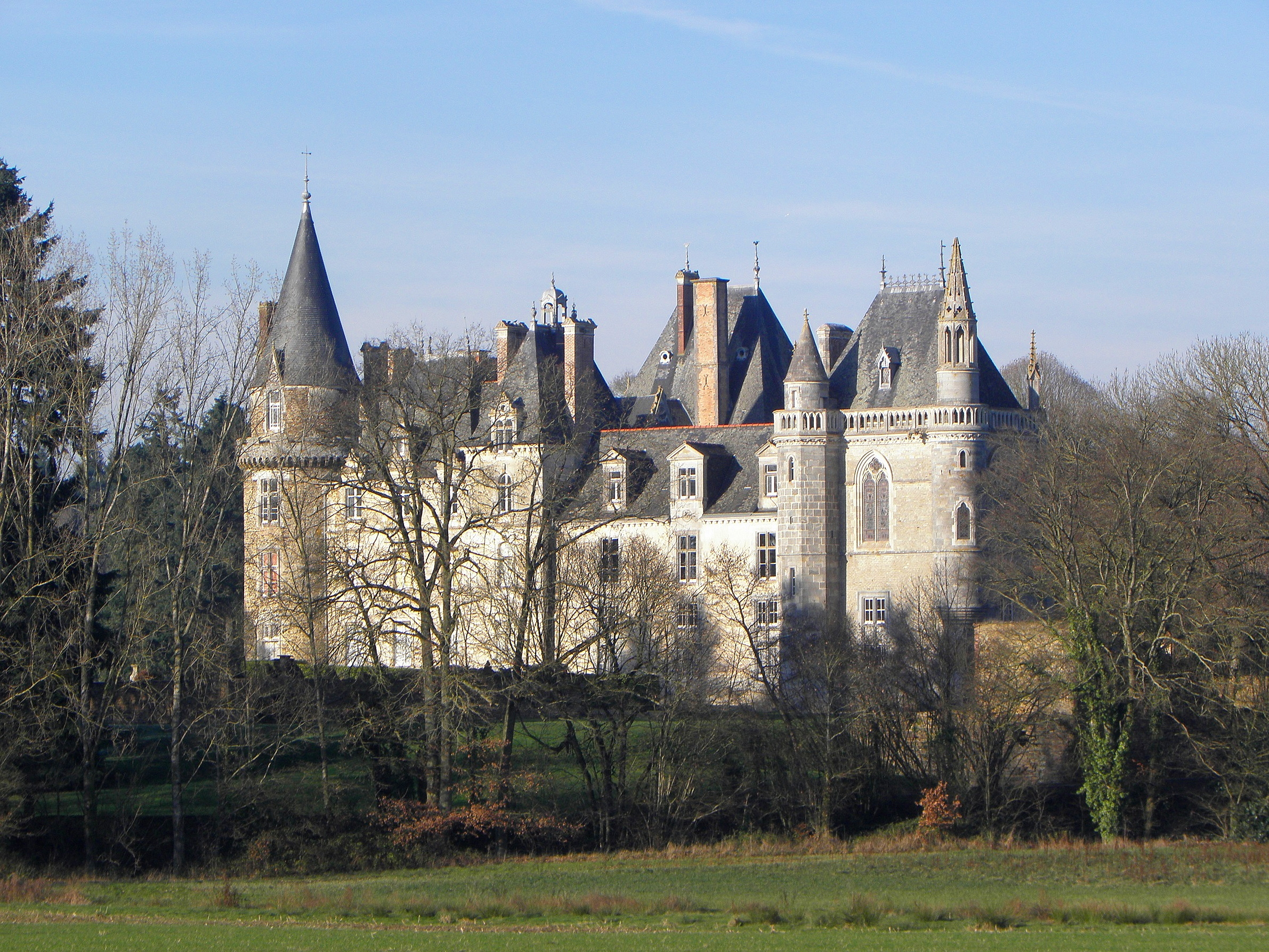
Schloss Plessis

Siehe auch: Liste der Monuments historiques in Argentré-du-Plessis
- Schloss Plessis, im 15. Jahrhundert errichtet, im 19. Jahrhundert rekonstruiert, seit 2000 Monument historique
- Schloss Pinel, Herrenhaus mit gotischer Kapelle aus dem 15. Jahrhundert, die seit 1939 als Monument historique klassifiziert ist.
- Schloss Fauconnerie, im 17. und 18. Jahrhundert errichtet
- Kirche Notre-Dame-de-l’Assomption, von 1775 bis 1779 erbaut, nachdem die vorige Kirche 1772 zerstört wurde

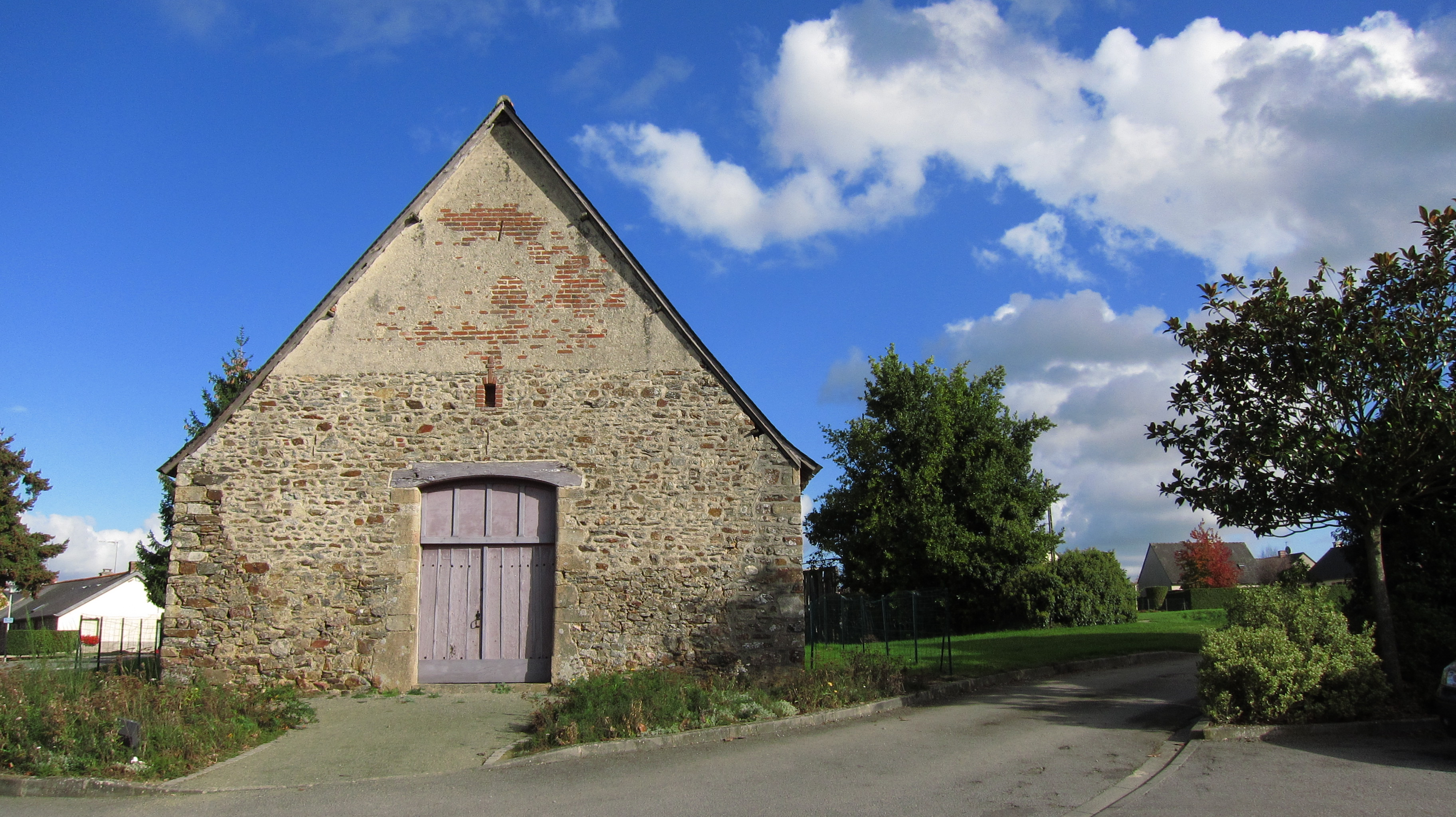
Kapelle Saint-Pierre

- Kapelle Saint-Pierre aus dem 11. Jahrhundert
- Archäologische Fundstelle Bois de Pinel, seit 1995 Monument historique, Fundort einer Motte (Wallburg) aus dem 11. Jahrhundert
- Kapelle Saint-Louis aus dem 19. Jahrhundert
- Neue Mühle

## Persönlichkeiten
- Charles du Plessis d’Argentré (1673–1740), Bischof von Tulle 1723–1740
- Jean-Baptiste du Plessis d’Argentré (1720–1805), Bischof von Sées 1775–1801

## Gemeindepartnerschaft
Mit dem deutschen Wüllen, einem Ortsteil von Ahaus, in Nordrhein-Westfalen besteht eine Partnerschaft.